# Siegfried Balke
Siegfried Balke, né le 1er juin 1902 à Bochum et mort le 11 juin 1984 à Munich, est un homme politique allemand membre de l'Union chrétienne-sociale en Bavière (CSU).
Chimiste de formation, interdit de carrière universitaire par les nazis du fait de ses origines juives, il accomplit une longue carrière dans l'industrie chimique, puis entre en politique en 1953 comme ministre fédéral des Postes, sur proposition de la CSU, à laquelle il n'appartient pas encore. En 1956, il est désigné ministre fédéral des Questions nucléaires et s'attache au développement de l'énergie nucléaire civile et de l'industrie du nucléaire.
Il quitte le gouvernement en 1962, et prend deux ans plus tard la présidence du patronat allemand, qu'il occupe jusqu'en 1969.

## Formation et carrière
Après avoir passé son Abitur en 1920, il suit des études supérieures de chimie, obtenant un diplôme en 1924 et un doctorat un an plus tard. Il commence aussitôt à travailler dans l'industrie chimique, puis se voit interdire en 1933 l'accès à une carrière universitaire par le régime nazi car il est considéré comme « demi-juif », et ce bien qu'il soit de religion protestante.
Il poursuit alors son parcours dans l'industrie et devient, en 1952, directeur de Wacker Chemie, une ancienne filiale de I.G. Farben désormais contrôlée par Hoechst. Après 1945, il fait partie des rares cadres supérieurs de la chimie à ne pas avoir collaboré avec le régime d'Hitler, ce qui lui vaut de prendre la présidence de la Fédération bavaroise de l'industrie chimique.
Il est fait professeur honoraire de l'université Louis-et-Maximilien de Munich en 1956. Huit ans plus tard, après avoir mis un terme à sa carrière ministérielle, il est élu président de la confédération des employeurs allemands (BDA), l'organisation patronale d'Allemagne de l'Ouest, et de la fédération des associations d'inspection technique (TÜV), qui réunit les organismes de certification des produits mis sur le marché. Il renonce à ces deux fonctions en 1969.

## Vie politique

### Les débuts: ministre fédéral des Postes
Le 9 décembre 1953, il est nommé ministre fédéral des Postes et des Télécommunications sur proposition du groupement provincial de la CSU au Bundestag, étant alors indépendant. L'un des aspects de sa nomination était que, à l'inverse de son prédécesseur, Balke était de confession protestante, ce qui rétablissait l'équilibre religieux au sein du cabinet de Konrad Adenauer. Il finit par adhérer à la CSU dès 1954.

### Ministre fédéral de l'Énergie nucléaire
Il devient ministre fédéral des Questions nucléaires lors d'un remaniement ministériel organisé le 14 octobre 1956, puis est élu député fédéral de Bavière au Bundestag lors des élections du 15 septembre 1957. Il est reconduit le 29 octobre suivant sous le titre de « ministre fédéral de l'Énergie nucléaire et de l'Épuration des eaux », rebaptisé « ministère fédéral de l'Énergie nucléaire » le 14 novembre 1961.
C'est durant son mandat qu'est prise la décision de construire le Deutsches Elektronen-Synchrotron, le plus grand centre allemand de recherche sur la physique des particules. À l'inverse de son prédécesseur, Franz Josef Strauß, il se montre bien plus intéressé par le développement de la technologie nucléaire à usage civil qu'à des fins militaires. Ainsi, il prend clairement partie pour les auteurs du « Manifeste », qui dénonçaient la volonté de Strauß de nucléariser la Bundeswehr, en 1957. Véritable représentant des intérêts de l'industrie nucléaire allemande, il a défendu son indépendance en Allemagne mais aussi vis-à-vis de l'étranger.

### Retraite
Il quitte le cabinet fédéral le 13 décembre 1962, à l'occasion du remaniement causé par l'affaire du Spiegel, apprenant la nouvelle par le portier de son ministère. Il continue toutefois de siéger au Bundestag jusqu'en 1969, puis quitte la vie politique.